# Batteriegasse
Die Batteriegasse ist eine kleine Gasse in Amberg (Oberpfalz). Sie befindet sich am nördlichen Rand der Altstadt und zieht sich von der Bahnhofstraße nordwestlich bis zu ihrer Einmündung in die Ziegelgasse. Die Gasse ist konstituierender Teil der denkmalgeschützten Stadtbefestigung von Amberg aus dem 14. Jahrhundert. 
In der Gasse befindet sich ein Hotel, eine kleine Schneiderei und einige Wohnhäuser. In die Batteriegasse mündet der Batteriesteig.

## Denkmalgeschützte Objekte
- Batteriegasse 6; Zugehöriges Teilstück der Stadtbefestigung, im Kern 14. Jahrhundert
- Batteriegasse 8; Zugehöriges Teilstück der Stadtbefestigung, im Kern 14. Jahrhundert
- Batteriegasse 10; Wohnhaus, wohl 18. Jahrhundert mit Hausmadonna; Zugehöriges Teilstück der Stadtbefestigung, im Kern 14. Jahrhundert
- Batteriegasse 12; Zugehöriges Teilstück der Stadtbefestigung, im Kern 14. Jahrhundert
- Batteriegasse 12 1/2; Zugehöriges Teilstück der Stadtbefestigung, im Kern 14. Jahrhundert.
- Batteriegasse 14; Zugehöriges Teilstück der Stadtbefestigung, im Kern 14. Jahrhundert
- Batteriegasse 16; Zugehöriges Teilstück der Stadtbefestigung, im Kern 14. Jahrhundert
- Batteriegasse 18; Zugehöriges Teilstück der Stadtbefestigung, im Kern 14. Jahrhundert
- Batteriegasse 20; Zugehöriges Teilstück der Stadtbefestigung, im Kern 14. Jahrhundert
- Batteriegasse 22; Rundturm mit Kegeldach, sog. Lehmeierturm, 14. Jahrhundert
- Batteriegasse 24; Zugehöriges Teilstück der Stadtbefestigung, im Kern 14. Jahrhundert
- Batteriegasse 26; Zugehöriges Teilstück der Stadtbefestigung, im Kern 14. Jahrhundert